# Клайн-Нойзидль
Клайн-Нойзидль (нем. Klein-Neusiedl) — коммуна (нем. Gemeinde) в Австрии, в федеральной земле Нижняя Австрия. 
Входит в состав округа Вена.  Население составляет 833 человека (на 31 декабря 2005 года). Занимает площадь 5,96 км². Официальный код  —  32407.

## Политическая ситуация
Бургомистр коммуны — Леопольд Винклер (СДПА) по результатам выборов 2005 года.
Совет представителей коммуны (нем. Gemeinderat) состоит из 15 мест.
- СДПА занимает 13 мест.
- АНП занимает 2 места.